# والي فاركوهار
والي فاركوهار (22 فبراير 1875 في أستراليا - 31 مايو 1960) (بالإنجليزية: Wally Farquhar)‏ هو لاعب كريكت أسترالي.

## وصلات خارجية
- والي فاركوهار على موقع إي آس بي آن كريك إنفو (الإنجليزية)